# Contea di Nanzhang
La contea di Nanzhang (南漳县S, Nánzhāng XiànP) è una contea della Cina, situata nella provincia di Hubei e amministrata dalla prefettura di Xiangyang.